# Grzybówka zielonawa

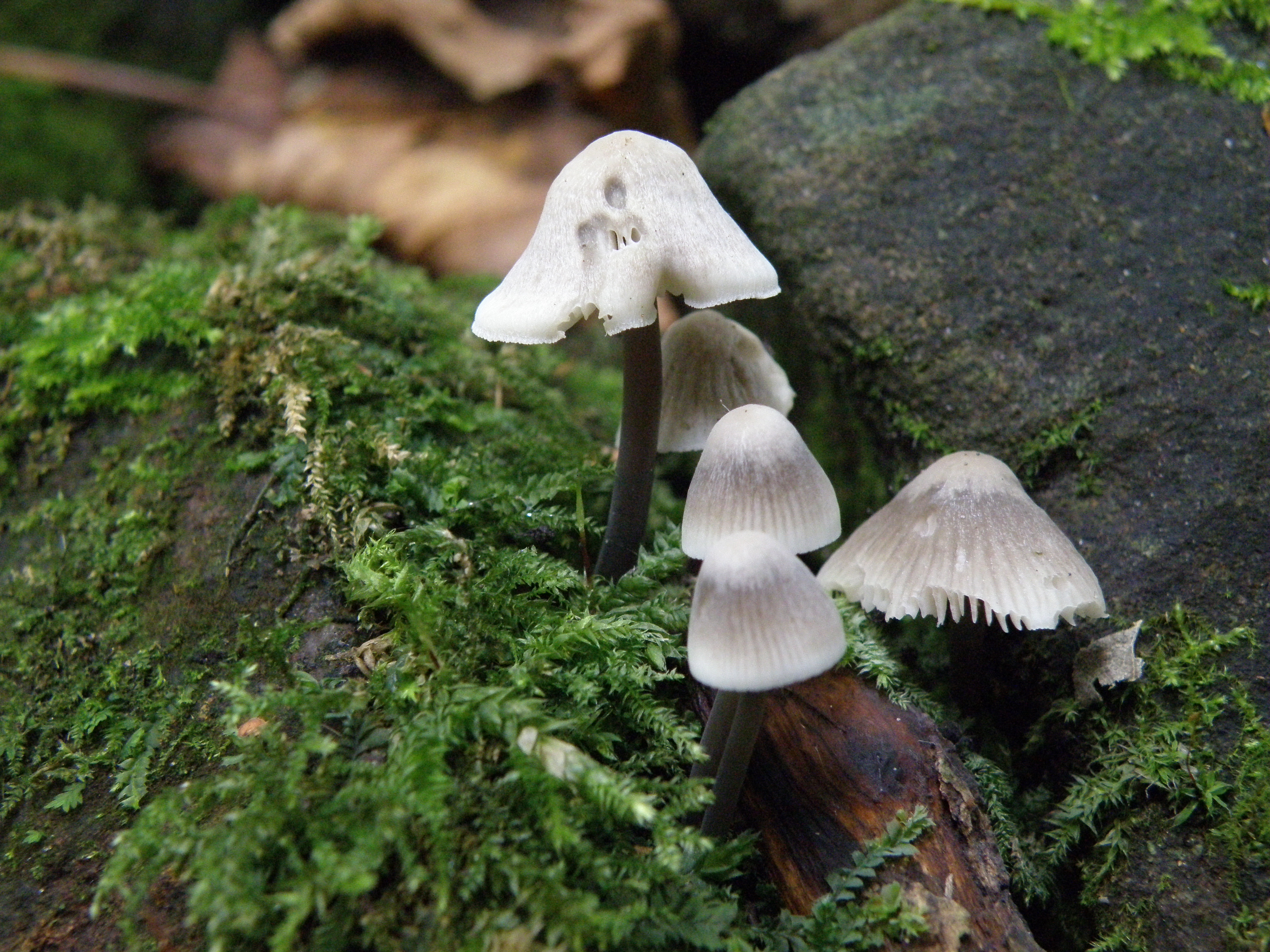

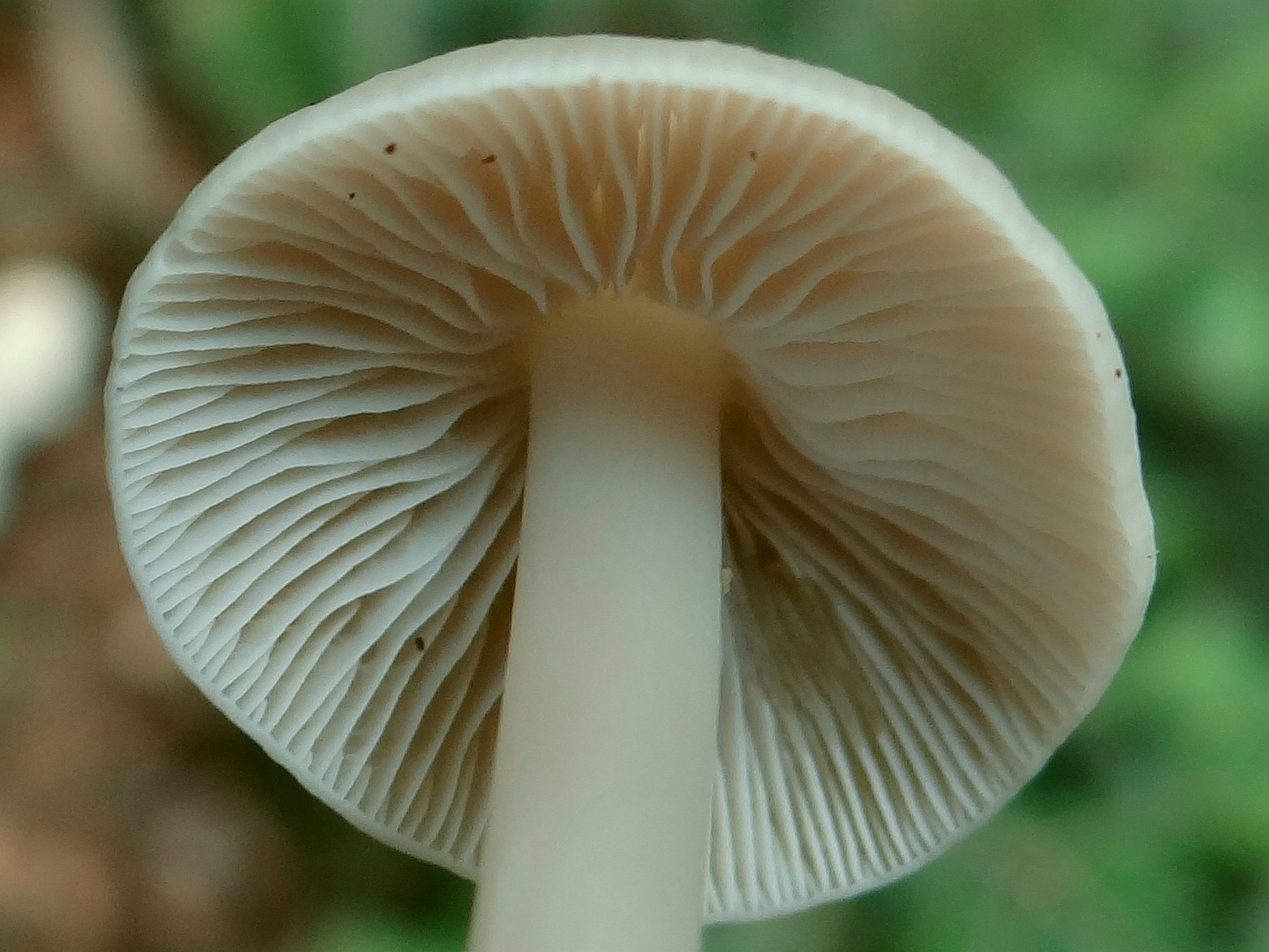
Grzybówka zielonawa

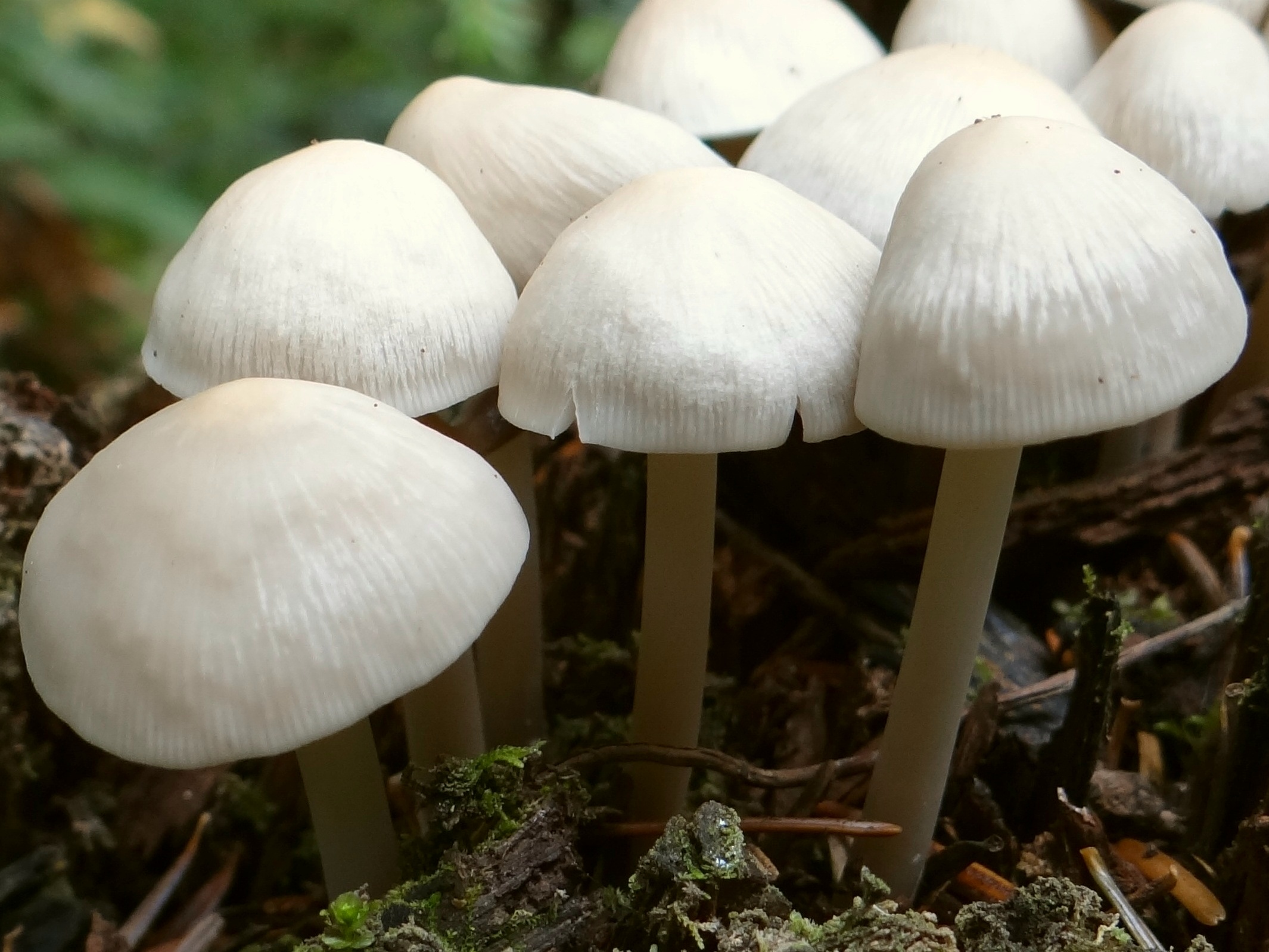

Grzybówka zielonawa (Mycena arcangeliana Bres.) – gatunek grzybów z rodziny grzybówkowatych (Mycenaceae).

## Systematyka i nazewnictwo
Pozycja w klasyfikacji według Index Fungorum: Mycena, Mycenaceae, Agaricales, Agaricomycetidae, Agaricomycetes, Agaricomycotina, Basidiomycota, Fungi.
Gatunek ten po raz pierwszy opisał Giacomo Bresàdola w 1904 r. Maria Lisiewska w 1987 r.  nadała mu nazwę grzybówka liniowana, Władysław Wojewoda w 2003 r. zaproponował nazwę grzybówka zielonawa.
Synonimy naukowe:

- Mycena arcangeliana var. oortiana Kühner 1938
- Mycena arcangeliana Bres. 1904 f. arcangeliana
- Mycena arcangeliana Bres. 1904 var. arcangeliana
- Mycena arcangeliana var. oortiana Kühner 1938
- Mycena lineata var. olivascens Quél. 1889
- Mycena olivascens Quél.
- Mycena olivascens Quél. f. olivascens
- Mycena olivascens Quél. var. olivascens
- Mycena oortiana Hora 1960
- Mycena vitilis var. olivascens (Quél. ex Bigeard & H. Guill.) Kühner 1938

## Morfologia
Kapelusz
Średnicy 7–20 mm, za młodu stożkowaty, potem dzwonkowaty z tępym garbem. Skórka matowa, brzeg kapelusza ostry i pofalowany. W stanie suchym kapelusz jest białawy lub szarożółtawy, na środku ciemniejszy (oliwkowy). W czasie wilgotnej pogody kapelusz jest ciemniejszy – oliwkowobrązowy. Kapelusz jest higrofaniczny, przeźroczysty i promieniście żłobkowany.
Blaszki
Szerokie i zbiegające ząbkiem na trzon, koloru białego, tylko u trzonu ciemniejsze, szaroczarne, Ostrza blaszek nierówne, nieco pofalowane.
Trzon
Wysokość 4–7 cm, grubość do 3 mm, walcowaty, prosty. Powierzchnia gładka, jedwabiście matowa, górą biaława. U młodych okazów ma niebieskawo-różowofioletowy odcień i szklisty połysk, u starszych jest szarooliwkowy. U nasady pokryty białym meszkiem.
Miąższ
Cienki, cytrynowożółtego koloru, o słabym smaku i zapachu rzodkwi.
Wysyp zarodników
Białawy. Zarodniki elipsoidalne, rzadziej kuliste, amyloidalne, gładkie, pokryte nielicznymi brodawkami. Rozmiar 8–11 × 4,5–6 μm.

## Występowanie i siedlisko
Występuje tylko w Europie. W. Wojewoda w 2003 r. w zestawieniu grzybów wielkoowocnikowych Polski podał 7 stanowisk z uwagą, że prawdopodobnie jest bardzo9rzadki i zagrożony.
Rośnie na murszejącym drewnie drzew liściastych, na opadłych gałęziach, pniach i pniakach.

## Znaczenie
Saprotrof. Grzyb niejadalny.

## Gatunki podobne
Podobna jest grzybówka nitkowatotrzonowa (Mycena filopes), ale ma zapach jodoformu. Podobna jest też grzybówka oliwkowa (Mycena chlorantha), ale rośnie wyłącznie w trawie, zwłaszcza na pasach zieleni przyległych do nadmorskich wydm.